# SenseTime
SenseTime est une entreprise chinoise spécialisée dans la reconnaissance faciale et l'intelligence artificielle. Elle est fondée à Hong Kong en 2014, par des chercheurs de l'Université chinoise de Hong Kong. Son siège social se situe toujours à Hong Kong. Elle emploie en novembre 2018, environ 2 200 personnes.

## Histoire
En mai 2018, SenseTime lève 620 millions de dollars via une introduction partielle auprès des fonds Fidelity International, Hopu Capital et Silver Lake and Tiger Global, après avoir levé 600 millions de dollars en en avril 2018.
En février 2019, SenseTime lève 500 millions de dollars via une introduction partielle.
Le 10 décembre 2021, l'entreprise est inscrite sur la liste noire des investissements par le Département du Trésor des États-Unis pour son implication supposée dans la répression des Ouïghours au Xinjiang, ce que réfute la société dans un communiqué. Son introduction en bourse prévue le 17 décembre est donc reportée à une date indéfinie.

## Utilisation de la reconnaissance faciale
La technologie de reconnaissance faciale de SenseTime est très largement utilisée en Chine pour des usages commerciaux:
- authentification sur les smartphones
- commande de marchandises
- paiement
- accès dans certains hotels
- accès dans certaines gares comme à Guangzhou ou Wuhan[9]...

Cette technologie est aussi utilisée pour la surveillance des foules et des individus. L'algorithme distingue lorsqu'une personnes se déplace à contre-courant dans une foule. Le porte parole de SenseTime, Yuan Wei indique que le système l'identifie alors comme une anomalie et donne l'alarme.